# Jan Helou z Ghosty
Jan Helou z Ghosty (zm. 12 maja 1823) – duchowny katolicki kościoła maronickiego, w latach 1808–1823 67. patriarcha tego kościoła - "maronicki patriarcha Antiochii i całego Wschodu".